# 1934 (szám)
Az 1934 (római számmal: MCMXXXIV) az 1933 és 1935 között található természetes szám.

## A matematikában
A tízes számrendszerbeli 1934-es a kettes számrendszerben 11110001110, a nyolcas számrendszerben 3616, a tizenhatos számrendszerben 78E alakban írható fel.
Az 1934 páros szám, összetett szám, félprím. Kanonikus alakja 21 · 9671, normálalakban az 1,934 · 103 szorzattal írható fel. Négy osztója van a természetes számok halmazán, ezek növekvő sorrendben: 1, 2, 967 és 1934.
Az 1934 három szám valódiosztóösszeg-függvényeként áll elő, ezek közül a legkisebb a 2674.